# 後塩駅
座標: 北緯39度1分17.1秒 東経121度38分16.2秒 / 北緯39.021417度 東経121.637833度
後塩駅（こうえん-えき）は中華人民共和国遼寧省大連市甘井子区に位置する、大連地下鉄3号線及び5号線の駅である。

## 駅構造
- 相対式ホーム2面2線の高架駅。

## 駅周辺
- 振興路

## 歴史
- 2003年5月1日 - 開業。

## 隣の駅
大連公交客運集団有限公司
■大連地下鉄3号線
泉水駅 - 後塩駅 - 大連湾駅
■大連地下鉄5号線
竜華路駅 - 後塩駅 - 後関駅